# زبانز
زبانز (به لهستانی:  Dzbądz) یک روستا در لهستان است که در گمینا روژان واقع شده‌است.